# Нефалион
Нефалион је у грчкој митологији био син краља Миноја. Имао је тројицу браће, а као њихова мајка се помиње нимфа Парија.

## Етимологија
Његово име значи „трезвени“.

## Митологија
Када је Херакло путовао у земљу Амазонки, пролазио је преко острва Пароса на коме су Минојеви синови Еуримедонт, Нефалион, Хрис и Филолај убили два члана Хераклове дружине. Због тога је Херакле убио сву четворицу.